# Sela pri Zajčjem Vrhu
Sela pri Zajčjem Vrhu je naselje u slovenskoj Općini Novom Mestu. Sela pri Zajčjem Vrhu se nalazi u pokrajini Dolenjskoj i statističkoj regiji Jugoistočnoj Sloveniji. 

## Stanovništvo
Prema popisu stanovništva iz 2002. godine naselje je imalo 53 stanovnika.